# Porroecia parthenoda
Porroecia parthenoda is een mosselkreeftjessoort uit de familie van de Halocyprididae. De wetenschappelijke naam van de soort is voor het eerst geldig gepubliceerd in 1906 door G.W. Müller.